# DT–20

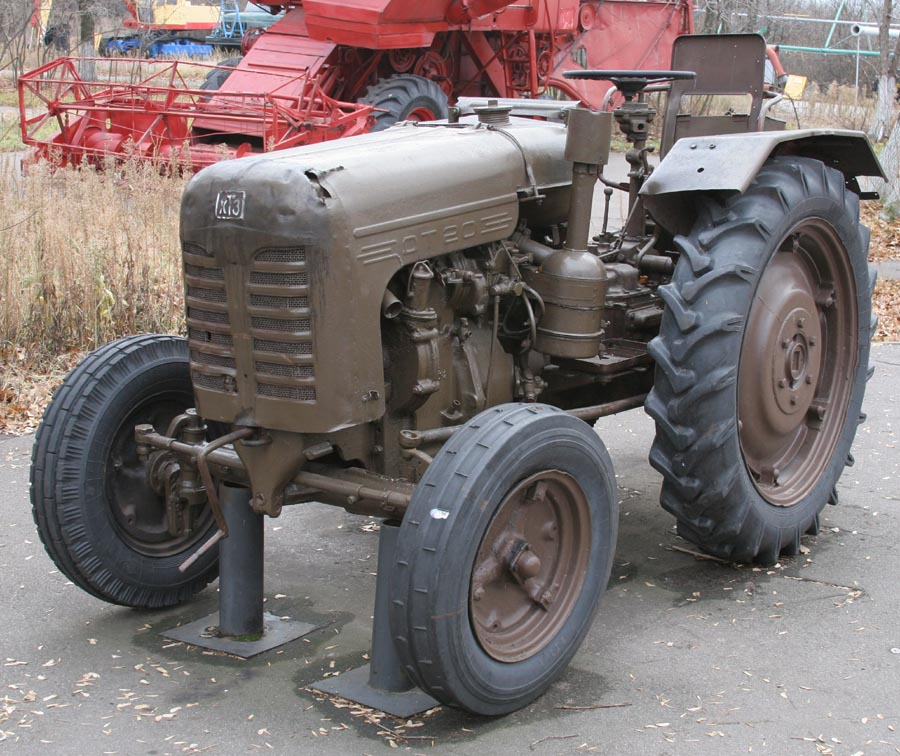
D–20-as traktor Szaratovban kiállítva

A DT–20 szovjet, 6 kN-os vonóerejű gumikerekes mezőgazdasági vontató. 1958–1969 között gyártotta a Harkovi Traktorgyár (HTZ). Összesen 248 400 darab készült belőle. Elsősorban kertészeti munkára és gyümölcsösökben végzendő feladatokra használták.
A DT–20-as a DT–14B-n alapul, annak továbbfejlesztett, növelt teljesítményű változata. Vontatott és függesztett eszközök használatára egyaránt alkalmas, emellett mint vontató szállításra is használható. Öt változatban készült, ezek az alkalmazási területnek megfelelően más nyomtáv állítási lehetőséggel, valamint kisebb konstrukciós módosításokkal rendelkeztek.
Az 1500 kg össztömegű DT–20 merev kerékfelfüggesztésű traktor. Hidraulika-rendszerrel nem rendelkezett. A traktorba az 1600 1/perc fordulaton 13,2 kW (18 LE) teljesítményt leadó D–20-as dízelmotort építették. A motornak volt egy növelt fordulatú üzemmódja, amikor rövid ideig 1800 1/perc fordulatszámon lehetett működtetni, ekkor a motor 14,6 kW-t (20 LE) adott le. A tartósan 1800 1/perc fordulaton való üzemeltetés a motor gyors kopását idézte elő. A traktor sebességváltója 6 előre- és 5 hátrameneti fokozattal rendelkezett. Egyes sebességi fokozatban 5 km/h, legmagasabb sebességi fokozatban 17,7 km/h sebességgel haladhatott.
A 350 kg száraz tömegű D–20-as motor hengereinek furata 125 mm, lökete 140 mm. A motor kompresszióviszonya 15. A légszűrője száraz rendszerű, melyet porleválasztóval és automatikus por-ürítéssel láttak el.
A traktorhoz gyártották az LMN–1 vontatott arató-cséplőgépet.